# Koltjärnen (Hallens socken, Jämtland)
Koltjärnen är en sjö i Åre kommun i Jämtland och ingår i Indalsälvens huvudavrinningsområde.